# 2007年5月马耳他移民海难
2007年5月21日星期一，马耳他海军在马耳他南部80海里（150）发现一艘小且拥挤的移民小艇，根据营救时拍摄的照片小艇上有53人。后来小艇失踪了。搜索和营救他们的马耳他海军没有发现小艇或其乘客的痕迹，这段时间他们也不可能靠岸。马耳他当局和联合国难民署确认了该船失踪。
在5月21日同一天，一名艇上的乘客向意大利的亲戚打电话证实，船只出现了危险情况，小艇的发动机出现了故障，船里也进了水。
马耳他是来自非洲的移民的主要目的地，本次事件是马耳他境内水域死亡人数最多的单一灾难，直到2008年8月，一艘小艇沉没造成71名移民溺亡，8人幸存打破这一纪录。

## 背景
每年大约有1,700名移民在马耳他登陆，由于他们所面临的海上旅行的特殊情况，很难预测在马耳他和北非海岸之间发生的事情以及有多少人遭遇失误。据估计，在2007年沉船事故发生前的10年里，至少有10,000人死在试图抵达欧洲的途中。在他们被一艘非马耳他船只营救的情况下，他们会受到国家之间长期谈判的影响，一艘西班牙拖网渔船在2006年营救了51艘，另一艘西班牙拖船在2007年5月营救了26艘。在一些案例中，移民被发现紧抓着金枪鱼围栏。
大多数移民试图更进一步，尤其是到意大利。在另一方面，非法移民的到来成为地中海盆地邻国和欧洲联盟之间的一个问题，马耳他是其中最小的成员。那些留在马耳他的人试图在该国非常有限的劳动力市场上找到就业机会，他们点燃并助长了明显的排外反应。对移民的敌意也延伸到了主张维权的记者、神职人员和律师，如2007年南森难民奖获得者，她的汽车和房门被烧毁。